# Досон-Крик
До́сон-Кри́к (англ. Dawson Creek — ручей Доусона) — город на северо-востоке канадской провинции Британская Колумбия. Площадь 24,4 км², население примерно 12 000 человек. Название происходит от названия ручья, протекающего по территории городка. Сам же ручей назван в честь Джорджа Доусона, члена экспедиции, прошедшей здесь в августе 1879 года.

## История

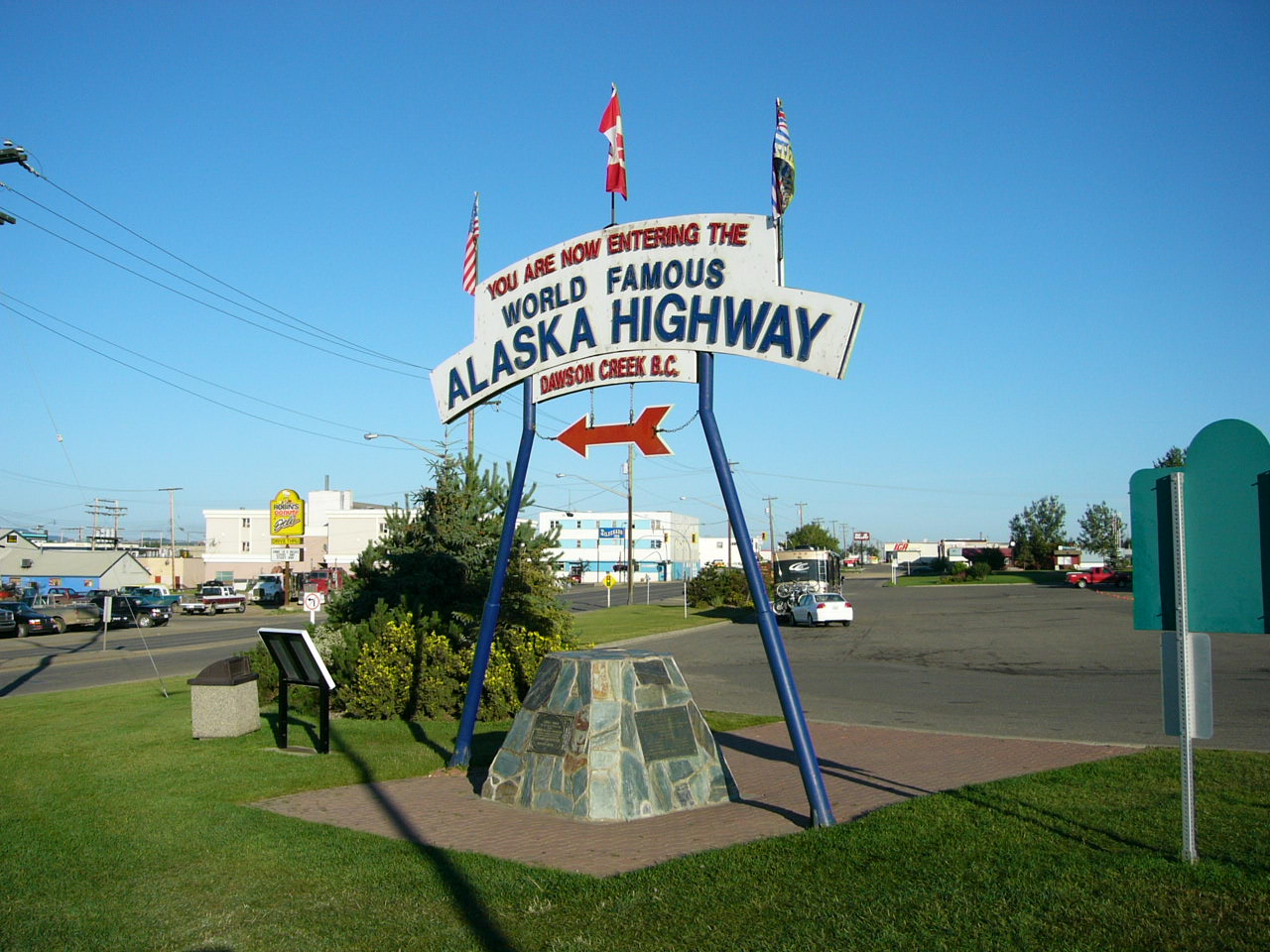
Начальная точка дороги, Досон-Крик (Британская Колумбия, Канада)

Досон-Крик из маленького сельского поселения стал центром района после того, как в 1932 году сюда была протянута ветка железной дороги. Быстрый рост поселка начался с 1942 года, когда началось при строительстве Аляскинской трассы американскими военными Досон-Крик стал перевалочным пунктом. В 50-е годы он был связан с другими населенными пунктами Британской Колумбии. Официально стал городом в 1958 году. Начиная с 1960-х годов город рос не так бурно.
Досон-Крик известен как «нулевая миля» Аляскинской трассы, так как, он располагается на его южной оконечности. В честь этого установлен памятный знак.

## География и климат
Город расположен в 134 км от Великих Прерий вдоль ручья Доусона, который протекает в восточном направлении. Местность, в которой расположен Досон-Крик, равнинная, но северо-восточная его часть находится выше остальной части города. Климат субарктический. Холодная и сухая зима длится с октября по апрель. Летом, город часто пылен и засушлив. Круглый год дуют сильные ветры.
| Досон-Крик: средние метеорологические показатели |       |       |       |      |      |      |      |      |      |      |      |      |        |
| Месяц                                            | Янв   | Фев   | Мар   | Апр  | Май  | Июн  | Июл  | Авг  | Сен  | Окт  | Ноя  | Дек  | За год |
| Средн. макс. °C                                  | -8.7  | -4.9  | 0.9   | 10   | 16.5 | 19.9 | 21.7 | 21.1 | 16   | 9.4  | -1.6 | -6.8 | 7.8    |
| Средн. мин. °C                                   | -20.6 | -17.2 | -10.6 | -2.9 | 2.2  | 6.9  | 8.6  | 7.2  | 3.2  | -1.8 | -12  | -18  | -6.4   |
| Осадки мм                                        | 28.9  | 22.3  | 21.3  | 18.1 | 37.1 | 76   | 83.9 | 60.4 | 46.7 | 28.8 | 28   | 30.6 | 482    |
| Источник: Environment Canada 2009-07-10          |       |       |       |      |      |      |      |      |      |      |      |      |        |

## Население
Согласно первой переписи, прошедшей в Досон-Крике, в нём проживало 518 человек. Его рост, вызванный постройкой Аляскинской трассы, привел к тому, что по переписи 1951 года число жителей увеличилось до 3 589. В течение следующих пяти лет оно удвоилось до 7 531 человек. Население достигло максимума в 1966 — 12 392 человек. После небольшого уменьшения в 70-х годах численность населения стабилизировалась и составляла 11 811 человек в 2007 году. В 2016 году — 12 178.

## Экономика
Экономика базируется на четырёх главных отраслях: сельское хозяйство, розничная торговля, туризм, добыча нефти и газа. Сельское хозяйство исторически было самым важным занятием жителей Досон-Крика, поскольку город — региональный центр перевалки сельскохозяйственной продукции. Город окружен пахотной землей, которая обеспечивает кормами домашний скот и дает хорошие урожаи зерна и зерновых культур (пшеница, овес), люцерны и клевера. Розничная торговля обслуживает жителей города, соседние небольшие города и поселки. В Досон-Крике развит туризм. Успешно используется бренд «нулевой мили» Аляскинской трассы. Высокие цены на энергоносители привели к развитию нефтяных и газовых промыслов.

## Культура
Отметка «Миля „0“» Аляскинской трассы отражена в городском флаге и расположена в историческом центре города и занимает четыре акра (1,6 га), главным образом парк, который привлекает туристов. Парк включает городскую картинную галерею с работами местных художников. В Станционном музее демонстрируются экспонаты, связанные с постройкой железной дороги и Аляскинской трассы. Ежегодные события в городе включают Доусоновский аукцион, весеннее родео, и ярмарку. В городе есть радиостанция и кабельное телевидение.